# Grande generazione

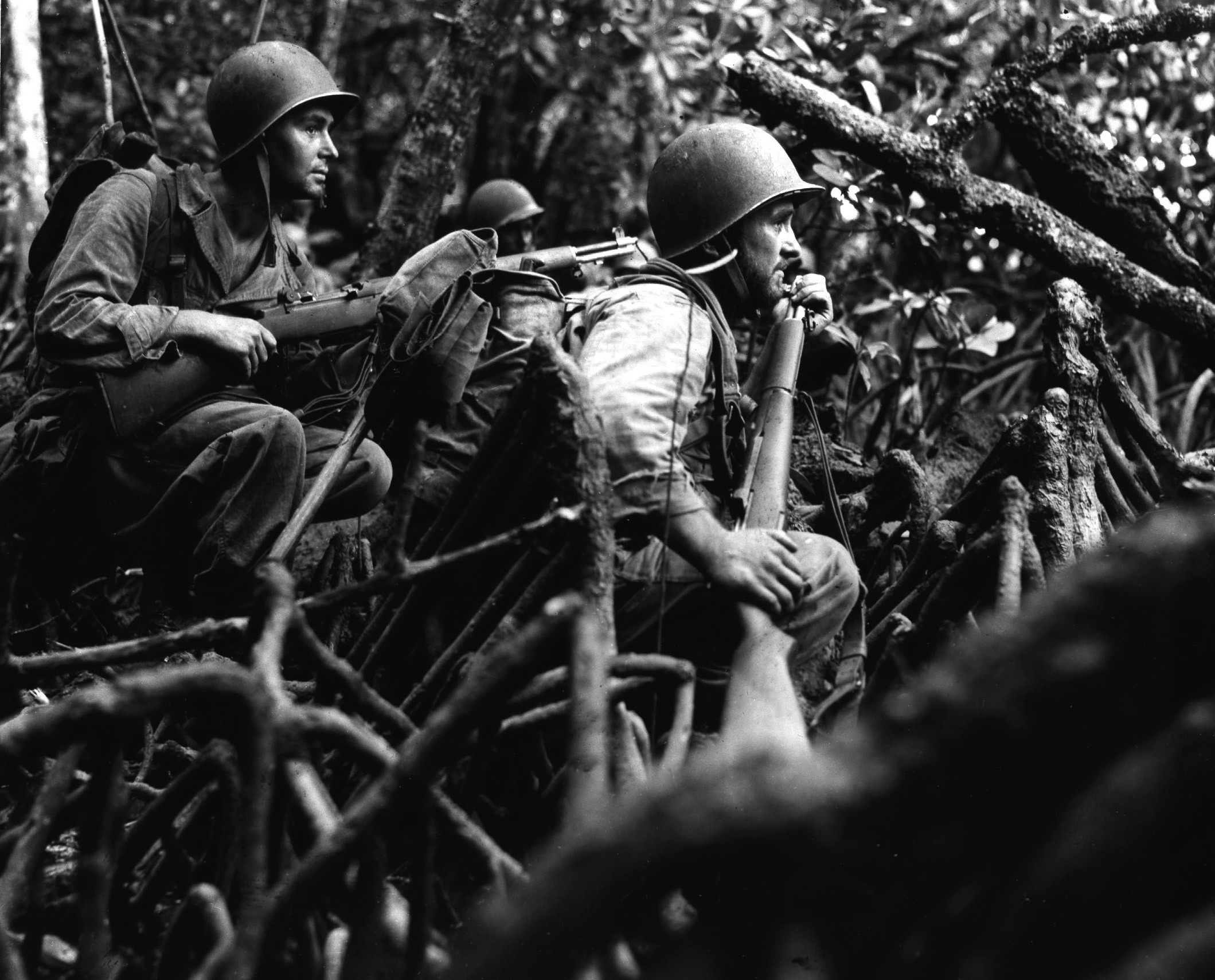
G.I. della 25ª Divisione di fanteria degli Stati Uniti nella giungla di Vella Lavella durante l'Operazione Cartwheel (13 settembre 1943)

Le etichette usate in sociologia per indicare le diverse generazioni

La Grande generazione (Greatest Generation) è un termine coniato dal giornalista Tom Brokaw per riferirsi a quella generazione che crebbe negli Stati Uniti d'America durante il disastro della Grande depressione e che andò a combattere nella seconda guerra mondiale e a quelli che, con la loro produttività all'interno della guerra nel fronte interno, diedero un contributo decisivo alla produzione di armi. Per questo tale fascia della popolazione è anche definita "G.I. Generation". Ne fanno parte gli individui nati tra il 1901 e il 1927. 
La Greatest Generation è preceduta dalla Generazione perduta ed è seguita dalla Generazione silenziosa.

## Il libro di Tom Brokaw
Tom Brokaw scrisse nel suo libro del 1998 The Greatest Generation: «è, credo, la più grande generazione che ogni società abbia mai avuto», sostenendo che questi uomini e queste donne non hanno mai combattuto per la fama e il riconoscimento, ma perché era la «cosa giusta da fare».

## Ideologie culturali e politiche
Non essendoci ancora la globalizzazione, è difficilissimo caratterizzare la generazione di diversi paesi, che hanno vissuto storie molto diverse. 

### Europa e Italia
In Europa e in Italia, la "Grande generazione" si divise tra l'ideologia comunista e socialista e quella nazi-fascista. In Italia in particolare, i fascisti volevano opporsi alla rivoluzione d'ottobre russa del 1917 con una rivoluzione fascista, che voleva modificare l'assetto della società italiana. I membri della Grande generazione furono quelli che combatterono durante la Seconda guerra mondiale.